# جون سينا
جون فيليكس أنتوني سينا الابن (بالإنجليزية: John Felix Anthony Cena Jr) (ولد في 23 أبريل 1977)، وهو ممثل أمريكي من أصل إيطالي-إنجليزي، وعازف هيب هوب ومصارع محترف مسجل حاليًا في شركة المصارعة العالمية الترفيهية المعروفة بـ (دبليو دبليو إي) (WWE) في القسمين رو و سماكداون.
حصل جون سينا على العديد من البطولات في المصارعة الحرة، منها بطولة العالم للوزن الثقيل 17 مرة وبطولة الولايات المتحدة 5 مرات، وكان آخرها في مهرجان ليلة الأبطال 2015 Night of Champions، إضافةً إلى بطولة الفرق 4 مرات، أما في السينما فقد قام بتمثيل مجموعة من الأفلام، منها فيلم «ذا مارين» (البحرية) و«12 راوندز» (2009) (12 جولة)، وأطلق ألبومه في الراب «لا يمكنك أن تراني» (You Can't See Me).

## بداية حياته
روكو والشهير بجون فليكس أنثوني سينا في 23 أبريل 1977 في ولاية ماساتشوستس الأمريكية، والده من أصول إنجليزية وإيطالية ايرلندية، والدته من أصول كندية فرنسية وألمانية، وهو ثاني أكبر أخ من خمسة إخوة -دان، مات، ستيف، وشون. بعد أن تخرج من أكاديمية «كوشنج» Gushing Academy، سجّل في كلية «سبرنغفيلد» Springfield College في مدينة «سبرنغفيلد ماسوشوستس». وأوقع تأثيرًا في الرياضات الجامعية مثل كرة القدم. تخرج سنة 1998 بدرجة عالية في عِلْم وظائف أعضاء التمرين. بعد ذلك بدأ في الاهتمام بكمال الأجسام. كما أنه عمل سائقًا لشركة ليموزين، كانت بدايات سينا صعبة للغاية ويعتبر من المصارعين الكادحين وأصحاب الطموح، تزوج من نيكى بيلا وهي مصارعة وراقصة في اتحاد المصارعة الترفيهية وأنجب منها طفلًا ولكن انفصلا مؤخرًا.

## المصارعة العالمية الترفيهية

### 2002–2003

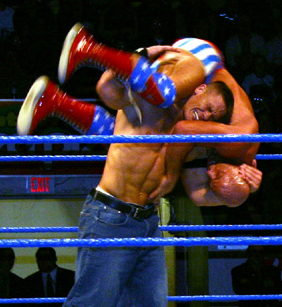
سينا يقوم بحركة FU على كرت آنغل

قام سينا بأول ظهور له على التلفاز عندما استجاب لتحدي كرت آنغل(Kurt angel) المفتوح في 27 يونيو 2002، وكان هذا نتيجة لخطاب من فينس مكمان((vince mcmahon) رئيس الشركة (WWE) الذي ألهمه على قبول التحدي ليرفع اسم الشركة ويحصل على بقعة له بين الأساطير. استغل سينا الفرصة وكاد أن يهزم كرت آنجل إلا أنه قد تحمل ضربته، وحركة الإخضاع للأرجل، ولكنه خسر في آخر المطاف. أصبح سينا محبوبًا من الجماهير بعد شبه الفوز وبدأ العداء مع كريس جيريكو. في أكتوبر استطاع جون سينا أن يتشارك مع بيلى كيدمان ليكونا فريقا ثنائيا ويحصدون بطولة العالم للزوجى في المصارعة ويتوجون كأبطال وتعتبر هذه البطولة الأولى لسينا في مشوار بطولاته.
في النصف الأول من العام 2003 أراد سينا الحصول على بطولة العالم للمصارعة (WWE Championship) وهي واحدة من بطولتين عالميتين في الشركة، وبدأ بمطاردة البطل في ذلك الوقت بروك ليسنر، وقام بإشهار تحديات له اسبوعيًا، ولكن استطاع بروك ليسنر في النهاية المحافظة على اللقب أمام سينا الذي كان يطمح بنيل اللقب، واللذى لم يتوقف إنما أصبح وجهاً جديدا بالشركة.

### 2004–2005

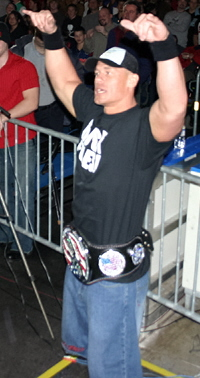
سينا بطل الولايات المتحدة

في بداية 2004 شارك جون سينا في مباراة «رويال رمبل» Royal Rumble واستطاع الصمود دون إقصاء أمام اللاعبين الستة النهائيين ولكنه تم إقصاءه في النهاية على يد بيغ شو Big Show، أدى هذا الأقصاء إلى عداء مع بيغ شو، وقاد هذه الأمر إلى فوز جون سينا ببطولة الولايات المتحدة الأمريكية United States Championship من بيغ شو في مهرجان «رسل مينيا» العشرون. في 8 يوليو قام مدير سماك داون في ذلك الوقت «كرت آنغل» بإزالة البطولة من سينا، ولكنه عاد ليربحها من بوكر تي في مهرجان «نو مرسي» No Mercy، وعاد ليخسرها لكارليتو Carlton الذي يقوم بأول ظهور له في الشركة. أصابت جون سينا إصابة في كليته من الحارس الشخصي لكارليتو Jesús، أبقت الإصابة جون سينا خارج الأحداث لأشهر، واستغل هذه الفرصة لتصوير الفلم «ذا مارين» The Marine. وبمجرد عودته في نوفمبر استعاد بطولة الولايات المتحدة من «كارليتو».
شارك سينا في مباراة "رويال رمبل" 2005 ويعتبر الأكثر شهره في عالم المصارعة والأكثر جمهورا من قبَل صغار السن "وهنا استطاع الوصول لآخر اثنين، هو ومصارع من راو "باتيستا" Batista وسقط الاثنان من أعلى الحبل إلى الأرض في نفس الوقت لذا لم يعرف من الفائز، ظهر فنس مكمان ليعيد ابتداء المباراة تحت قواعد الموت المفاجئ ويعني أنه لابد أن يكون فائزًا، وفاز باتيستا في النهاية. في الشهر التالي هزم سينا كرت آنغل ليحصل على بقعة في الحدث الرئيسي في مهرجان «رسل مينيا» الواحد والعشرون في القسم سماك داون وبدأ العداء مع بطل WWE في ذلك الوقت جون برادشو ليفيلد John "Bradshaw" Layfield المعروف بـ (JBL) الذي كان يؤسس فريق "ذ كابنت" The Cabinet ومعناه الوزارة، وفي بداية مراحل العداء خسر جون سينا بطولة الولايات المتحدة لواحد من ذلك الفريق "أورلاندو جوردن" Orlando Jordan. فاز جون سينا على JBL في رسل مينيا وفاز ببطولة الـ WWE مما أعطاه أول بطولة عالم في WWE.
نقل جون سينا إلى القسم رو في 6 يونيو 2005 ودخل جون سينا بشكل مباشر مع مدير رو في ذلك الوقت «إريك بشوف» Eric Bischoff الذي أمر كريس جركو بأخذ البطولة من جون سينا، وهزم جون سينا جركو في 22 أغسطس. استمر العداء هذه المرة مع كرت آنغل وأطلق سينا حركة الإخضاع الجديدة STF معناها (Step over Toehold Sleeper) وأسماها STFU.

### 2006–2007

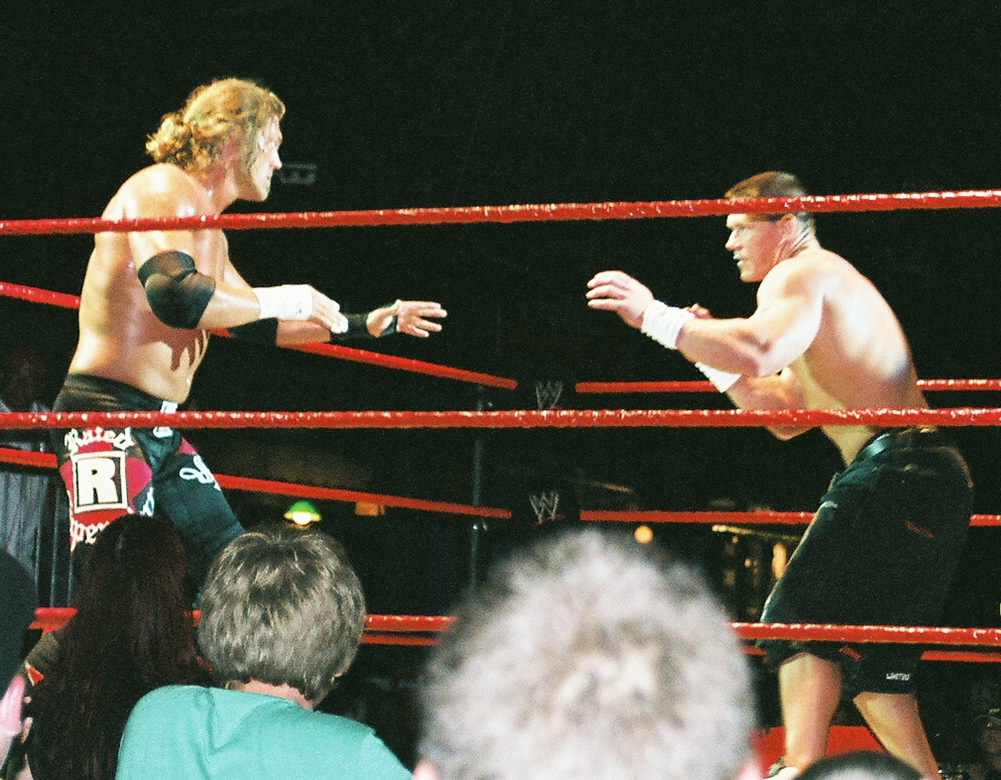
سينا يواجه إيدج

خسر سينا بطولته في مهرجان New Year's Revolution ولكن ليس في مباراة مبنى الإقصاء Elimination Chamber ولكن تم إجباره على مباراة ضد إيدج لأنه استخدم حقيبة «موني إن ذا بانك» مباشرة بعد مباراة الإقصاء. بعد ثلاثة أسابيع عاد سينا ليفوز بالبطولة في مهرجان «رويل رمبل» وبعدها بدأ العداء مع تربل اتش وكان الجمهور بجانب تربل اتش كليًا، واجه سينا روب فان دام في One Night Stand القسم ECW وكان الجمهور ضد سينا كليًا فكانو يشتمونه ويقولون أنه لا يمكنه المصارعة خسر سينا المباراة والبطولة بتدخل من «إيدج».
في يوليو بعد أن فاز «إيدج» بالبطولة بعد مباراة ثلاثية ضد فان دام وسينا. فاز سينا بالنهاية بالبطولة في مباراة من نوع Tables, Ladders, and Chairs match(TLC) في مهرجان " Unforgiving. انتهت سنة 2006 ببدأ سينا عداءً مع المصارع الذي لم يهزم قط في ذلك الوقت أوماجا.
أنهى سينا مسيرة أوماجا الغير انهزامية في مهرجان New Year's Revolution عندما هزمه في مباراة من نوع آخر رجل واقف وحافظ على بطولته.
بعد ليلة واحدة من مهرجان «الرويل رمبل» قام الفريق المكون من سينا وشون مايكلز بهزيمة فريق «ريتد آر كي أو» Rated-RKO المكون من إيدج وراندي أورتن للحصول على بطولة العالم للفرق World Tag Team Championship مما جعل سينا بطلًا مزدوجًا. في 2 أبريل انقلب مايكلز على سينا وكلفه بطولته في «رسل مينيا» الثالث والعشرون. ولنهاية الشهر تعادى سينا مع مايكلز، أورتن، وايدج حتى أعلن جريت كالي نواياه لتحدي سينا عندما أسقط المتحديين الثلاثة، فاز سينا على كالي في «جدجمنت دي» Judgement Day وبهذا أصبح أول من يهزم كالي بواسطة الإخضاع. ومرة أخرى بتثبيت في مهرجان «ون نايت ستاند» One Night Stand، في وقت لاحق من ذلك الصيف تم إعلان أورتن انه المتنافس الأول للبطولة WWE فقام العداء بين البطل والمتنافس حتى "summer slam" حيث فاز سينا وحافظ على بطولته.
خلال مباراة مع مستر كندي Mr. Kennedy في 1 أكتوبر 2007 أصابت سينا إصابة تمزق في عضلة صدره عند محاولته تنفيذ حركة hip toss وكان الوقت المتوقع لإعادة تأهيل سينا من 7 أشهر إلى سنة، فتم إزالة البطولة من سينا وكان أطول بطل في تلك الـ 19 سنة.

### 2008

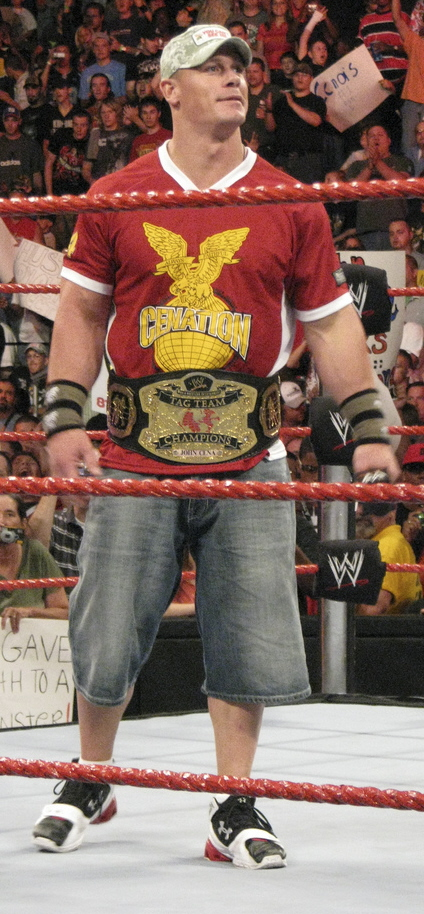
سينا واحد من أبطال الفرق العالميين

سينا قام بظهور مفاجئ في مباراة الرويال رامبل ودخل رقم 30 (الأخير) وفاز بالمباراة، وبدل الانتظار حتى راسلمينيا ليحصل سينا على فرصة للبطولة تمت المباراة ضد بطل WWE في ذلك الوقت «راندي أورتن» فاز سينا بالمباراة بعدم التأهيل (disqualification) الأمر الذي أدى لمحافظة أورتن على البطولة. وبعد ليلة واحدة تم الإعلان أنه في «رسل مينيا» ستكون هناك مباراة ثلاثية بين سينا وتربل اتش واورتن على البطولة، فاز أورتن بالمباراة بتثبيت سينا، وفي إعادة المباراة في «باكلاش» فشل سينا في الحصول على اللقب لأن تم إقصاءه بواسطة راندي أورتن بعد أن قام سينا بإقصاء JBL وفاز تربل اتش في المباراة واللقب، وبدأ العداء القديم من 2005 بين سينا و JBL. فاز سينا عليه في «ججمنت دي» وفي «ون نايت ستاند» في مباراة من نوع النزيف الأول(blood first).
في 4 أغسطس أصبح سينا بطل العالم للفرق للمرة الثانية عندما اشترك مع «باتيستا» وهزما «كودي رودز» و«تد دبياسي» ولكن في الأسبوع التالي خسرا في المحافظة على البطولة ففاز الأبطال السابقون. هُزم سينا على يد «بتيستا» في «سمر سلام» وكان مسجلاً في مباراة في «انفورقفن» ولكن أصابه مرض في العنق وكان يحتاج إلى جراحة فتم استبداله بـ«ري ميستيريو».
عاد سينا إلى الحلبات في نوفمبر بمهرجان سرفايفور سيريس Survivor Series وهزم كريس جيركو ليفوز ببطولة العالم للوزن الثقيل لأول مرة وتواصل الاثنان العداء حتى «آرماڭدون» حيث حافظ سينا على بطولته، خسر سينا بطولته لإيدج في فبراير بمهرجان «نو وي آوت» وتم إعطاءه الفرصة ضد إيدج وذ بغ شو في راسيل مانيا الخامسة والعشرون ففاز. ولكنه عاد ليخسرها في «باكلاش» بمباراة من نوع آخر رجل واقف عندما رماه بج شو في كشاف كبير، فأدى إلى عداء معه، فاز سينا على بج شو في «ججمنت دي» وفي «اكستريم رولز» بمباراة إخضاع بواسطة حركة الإخضاع المعهودة STF.
في مهرجان ليلة الأبطال Night Of Champions اشترك سينا في مباراة ثلاثية لبطولة الـ WWE وكان تربل اتش جزءً من المباراة وكذلك البطل راندي أورتن، وفشل سينا بالفوز في المباراة. بعد شهرين في مهرجان نقطة الانهيار Breaking Point هزم سينا أورتن في مباراة من نوع "انا استسلم I Quit" للفوز ببطولة العالم الرابعة (بطولة الـ WWE). إلا أنه في الشهر التالي بمهرجان "الجحيم في الزنزانة" Hell In A Cell تمكن راندي أورتن من استعادة البطولة من جون سينا في مباراة من نوع الجحيم في زنزانة. بعد 3 أسابيع في مهرجان Bragging Rights"حقوق التباهي" فاز سينا على أورتن ليحصل على بطولة WWE في مباراة الرجل الحديدي مدة 60 دقيقة "و كان الشرط خروج سينا من راو إذا خسر.
و في «سرفايفر سرياس» نجح سينا في الفوز بالمباراة أمام «تربل ايش» و«شاون مايكلز» وييبق حامل لقب البطولة.و عليه الآن أن يفوز في مباراته القادمة أمام شيمس في "TLC".
في ديسمبر 2009 اقيمت مباراة الطاولات (TLC) الرائعة والعنيفة بين جون سينا وشايمس ومدتها 20 دقيقة تقريبا فاز بها شايمس بعد أن دفع جون سينا وقصد وسقط على الطاولة حين كان يريد أن يرمي شايمس عن الحبل الثالث، ولكن جون سينا يمكنه إعادة المباراة ولكن كانت شروط شايمس مباراة عادية، حيث في 2010/1/11 اقيمت المباراة بين جون سينا وشايمس ولكن بعد مدة قصيرة على المباراة فعل جون سينا حركة FU على شايمس ولكن لم تتم بعد أن ضرب شايمس الحكم وهو على ظهر جون سينا عندما كان الحكم قريبا منه، وأعلن الحكم انتهاء المباراة بسبب تعدى شيمس على الحكم، ولم يحدد الفائز وبقي الحزام مع شايمس، ولكن ستعاد المباراة بينهما على لقب بطل اتحاد المصارعة.ولكن جون سينا لم يستسلم وهو لا يزال يحاول أن يفوز بالحزام. وجاء المكروه مكمان يثرثر كعادته ثم اقام مباراة بين سينا وشايمس وانتهت المباراة بتدخل أورتن ولكن سينا قام بFU وفاز سينا.
وبعد أسبوع ستتم مباراة بين جون سينا ومستر مك ماهن فدخل جون سينا بحماس وبعدها دخل مستر مكمان ووقف خارج الحلبة واشار بيده حتى جاء فلايدمير كوزلوف فقام سينا بلكمه (5)لكمات فقام كوزلف وضربه وذهب ودخل مكمان على الحلبة ليثبت جون سينا لكنه فشل وبعدها دخل درو ماكنتير وضرب سينا وذهب وقام مكمان بتثبيت جون سينا لكنه فشل جاء جاك سواغر وقام وضرب سينا وقام سينا ببطحه سواغر ومن ثم نفذ عليه (You cant see me) فقام سواغر متألم فحاول سينا ان ينفذ عليه FU ولكن سواغر افلت منها وبطح سينا ونفذ على جون سينا حركته القاضية (كورنر سليشوت سبلاش 4 مرات)وقام مكمان بتثبيت ولاكنه فشل وبعدها جاء مارك هنري لكنه رفض ان يضرب جون سينا وذهب وبعدها جاء باتيستا وقام بضرب جون سينا ولكن تدخل كوفي وقام بضرب باتيستا فقام باتيستا وضرب كوفي وبعدها استعاد جون سينا طاقته وانهال بلكمات قوية على باتيستا، ورماه ارضا وقام سينا وكاد أن ينفذ على مكمان FU القاضية، ولكن اتى باتيستا ونفذ حركته (سبير)ومن ثم (باتيستا بومب) قوية على جون سينا وذهب وقام مستر مكمان بتثبيت سينا وفاز في المباراة

### 2009–2010
في عام 2009 عندما قال راندي أورتن لجون سينا: "سوف نتصارع يوم الاثنين القادم لكن عل شرط إذا انتصرت انا! لن تصارع أبدا في ال دبليو دبليو إي، اما إذا غلبتني سوف اتوقف عن 5 مباريات صراعية.
ففي عام 2009 اقيمت مباراة بين اللاعبان في يوم الجمعة 2009/10/23 وكان الانتصار لجون سينا بعد عناء طويل. (الاستبعاد الحديدي جون سينا، شيمس، تريبل اتش، راندي أورتن، كوفي كنغتسون، تيد ديبياسي قام شيمس بأ قصاء كوفي كنغتسون خرج سينا واورتن واتش ودبياسي من الحجرات واجه سينا راندي اورتن ودبياسي وتريبل اتش واجه شيمس كاد سينا ان ينفذ حركته على أورتن FU ولكن اتى كودي رودز ورمى انبوب حديدي داخل الحجرة فاخذه دبياسي وضرب أورتن به على رأسه وثبته فقام سينا وثبت دبياسي اما تريبل اتش كان قد ضرب شيمس ضرب شديد ونفذ عليه حركته القاضية (pedigree) وثبته فقام سينا ونفذ حركت الإخضاع الصعب على تريبل اتش STFU استسلم تريبل اتش وأصبح جون سينا بطل WWE ثمانية مرات بتساوي مع تريبل اتش)دخل مكمان وقال تهاني مستر سينا الآن أصبح لديك لقب ويجب أن تدافع على لقبك ضد هاذ المصارع ودخل باتيستا إلى الحلبة ونفذ سبير ومن ثم بومب وتثبيت 1.2.3 وأصبح القب لبتيستا.
بعد يوم وفي عرض راو 2/22/2010 دخل جون سينا وقال «امس فزت في الاستبعاد الحديدي وأصبحت البطل، بعدها جاء فنس مكمان وجعل مباراة خسرت فيها لقبي، انا اريد إعادة هذا المباراة، واحب ان تكون الآن» بعدها تدخل فنس مكمان قائلا ان «شيمس خسر اللقب أيضا» وقال «سوف تكون مباراة اليوم إذا فزت فيها تحصل على فرصة لتحدي باتيستا في رسلماينا لكن إذا خسرت سيحصل شيمس على الفرصة» وبدا يثرثر كعادته بعدها قال سينا «كفى !!، من هو الشخص الذي سانافسه؟!!!» وقال فنس مكمان بصوت راخي «باتيستا» وفعلا ستقام مباراة اليوم على الفرصة للرسلمانيا واللقب.
في بداية المباراة ضرب باتيستا جون سينا في مكان حساس بقوة مما أدى إلى استبعاده وحصول المبارة في رسلمانيا وبعدها أخذ باتيستا كرسي واخذ يضرب بعنف على سينا وعاد الكرة مرتين وتباهى بلقبه وانتهى العرض.
وفي مباراة رائعة في رسلمانيا26 واجه جون سينا باتيستا وبعد مباراة رائعة انتقم فيها جون سينا من الوحش باتيستا وقام بتنفيذحركة الإخضاع STFU قوية على باتيستا استسلم باتيستا وفاز سينا بالمباراة واستعاد لقبه.
وبعد ذلك اتهم باتيستا سينا بعشق زوجته ولكن نفي سينا نفي تام بحبه لزوجة ديفيد باتيستا التي عرفت بقلة الحياة وهي السبب باعتزال باتيستا وقد أنضم جون سينا إلى نكسس بسبب خسارته ضد وايد بيرت في مبارات هيل إن سيل بتدخل مفاجئ من مصاريعين.

### 2010–2011
دخل باتيستا وقال انه يريد مباراة ضد سينا على القب دخل جون سينا وهو سعيد وقال اليوم لديك فرصة على اللقب WWE فأرني ماذا ستفعل قام باتيستا بلكم جون سينا لكن جون انهال على باتيستا بلكمات وخرج باتيستا من الحلبة فأتى جاك سواغر من خلف سينا وضربه بلحقيبة ماني إن ذا بانك واراد ان يلاعب سينا على اللقب لكن غير رأيه عندما علم انه سيهزم فحددت مباراة (باتيستا وجاك سواغر) ضد (جون سينا وشريكه الذي يختاره دخل باتيستا ومن ثم سواغر ودخل سينا وقال باتيستا شريكي هو صديق قديم لك استغرب باتيستا دخل راندي أورتن فغضب باتيستا وفاز بالمباراة سينا و أورتن.
بعدها في عرض دبليو دبليو إي راو 4 -5 -2010 قال المقدم ديفيد اوتانغا بأن سينا سيخوض مباراة مع عدوه باتيستا ضد شوميز على لقب tag team champions وفي المباراة اراد سينا ان يصافح باتيستا ولكنه هرب من الحلبة ولحقه جون سينا وضربه وهكذا فاز شوميز بسبب العد الخارجي، قال ديفيد اوتانغا من جديد ان شوميز سيخوضون مباراة أخرى على لقبهم ضد جون سينا و.... وانا، واستغرب الجميع وفي المباراة كماحدث في المباراة الأولى سينا اراد ان يصافح اوتانغا فهرب من الحلبة فأن جون سينا ينظر وراءه بضربة قوية من بيغ شو ليفوز شوميز بعدها تدخل باتيستا ونفذ على سينا بومب وقال سوف اخوض معك مباراة في اكستريم رولز على لقبك وستكون من نوع " last man standing " وبهذا انتهى العرض. في العرض التالي لعب سينا واوتانغا مباراة حسمها البطل سينا في خلال 22 ثانية حيث قام بتنفيذ حركة الإخضاع الصعب STFU على اوتانغا فستسلم.
ولعبو في الاكستريم رولز في مباراة من نوع last man standing وفاز سينا عندما ربط رجلين باتيستا في الكورنر وحافظ على بطولة WWE لكن باتيستا لم يكن راضيا مما حدث في اكستريم رولز.
كانت هناك مباراة بين باتيستا ومصارع من N X T وهو (دانيال براين)الذي مدربه (ذا ميز) لكن باتيستا تمكن من هزيمة ذلك المصارع في غضون خمس دقائق والمباراة الثانية كانت بين جون سينا وأيضا مصارعN X T وهو (ويد باريت)والذي مدربه كريس جيريكو فتمكن جون سينا من هزيمته في ثلاث دقائق وكان عليه أن يحدد مباراة مع باتيسيتا لكن لم تكن هناك فرصة لجون سينا ليقول شرطه عندما أتي شيمس ذلك الرجل الناصع البياض الذي هزم سينا 3 مرات وركله ركلة الجمجمة على رأسه.
لعب راندي أورتن ضد ويد باريت وكان هو الحكم وقد هدده ويدباريت إذا لم افز سينفصل من الاتحاد في سرفافر سيرياس فاز راندي اورت وبذلك كانت تلك نهايته وتر المشجعين في موقف مؤثر.
في عرض رو أتي جون سينا وقال للجماهير أريد أن أستغل هذه الفرصة لأشكر شيمس لأنه بسببه أمهلني أسبوعا كاملا لأحدد مباراة بيني وبين باتيستا فدخل شيمس وقال اتريد ان تلاعبني قال سينا نعم دخل شيمس فأتى باتيستا من الخلف وضربو جون سينا ولكن ظهر العملاق مارك هنري وضرب باتيستا وساعد سينا واوقفه، وقال سينا سألعب ضد باتيستا في Over the limit وقال جون سينا أن مباراتي هذه التي سأحددها الآن وستكون أخر مباراة لي مع باتيستا والتي ستكون بوحشية كبيرة وقد يكون فيها اعتزال باتيستا وسيكون لقب WWE على المحك هي مباراة من نوع I Quit فقال جون سينا إذا أردت أن تهزمني يا باتيستا فعليك أن تقول كلمتان فقط I Quit فبالفعل تمكن جون سينا من هزم باتيستا عندما كسر له يده وظهره وبعض الكدمات القوية على وجهه أي جعله يجلس على كرسي متحرك فأتى في عرض رو للجماهير وكان قد أتي بريت هارت الذي أصبح مدير عام لعرض دبليو دبليو إي راو.
وقال له كنت تريد مباراة مع جون سينا ضد اللقب قال باتيستا: أنا؟ ألا تراني أجلس في كرسي متحرك قال له: يبدو أنه جون سينا مسكين فقال له بريت هارت: إذا أردت أن تستعيد اللقب فإليك مباراة مع راندي أورتن إذا فزت عليه ستتأهل للقب WWE فذهب بريت هارت وقالت الجماهير أنت خسرت أنت خسرت المهم جلسوا يوبخونه إلى أن قال أنا أعتزل من المصارعة العالمية الترفيهية أنا أعتزل من المصارعة الحرة أنا أعتزل ففرحت الجماهير باعتزال باتيستا ذلك الرجل الذي يظن نفسه حيوانا يأخذ البطولات كانت فرحة جماهيرية مدهشة لاعتزال باتيستا وبما أن جون سينا هو البطل تاهل تلقئيا للمهرجان الجديد وتم تحديد مباراة رباعيه جون سينا ضد راندي أورتن ضد إيدج ضد شيمس وفي هذه المباراة فاز شيمس على جون سينا - وراندي أورتن - إيدج وخسر جون سينا اللقب بعد تدخل مصارعين next فاستغل شيمس الفرصة وثبت جون سينا وهرب باللقب بينما سينا كان منهك من التعب.
وعندما أراد جون سينا مباراة الإعادة بينه وبين شايمس علي اللقب حصلت المباراة وكان السيد مكمان هو الحكم المميز ولكن تدخلت مجموعة نكسيس أو المتمردين كما يسميهم جون سينا وضربو السيد مكمان وفي عرض الراو التالي قرر المدير العام المجهول للراو مباراة بين جون سينا وشايمس في عرض ماني إن ذا بانك (MONEY IN THE BANK) من نوع القفص الحديدي (STEEL CAGE MATCH)وفاز شيمس على جون سينا بعد تدخل النكسيس وقام جون سينا وشيمس بضربهم وبهذه الطريقة يكون شيمس قد فاز على جون سينا 3 مرات اما في السمر سلام حقق جون سينا ومرافقيه انتصار قوي على مجموعة النيكسيس.

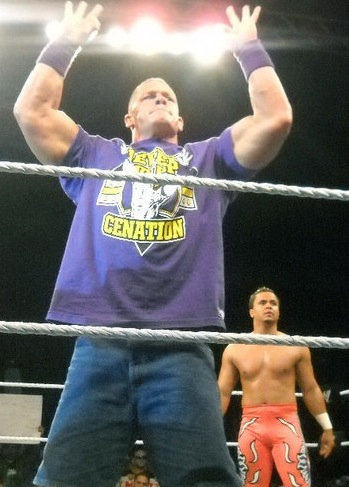
جون سينا بقميص جديد

شارك جون سينا في مباراة على بطولة WWE في مباراة ليلة الأبطال والتي تنافس فيها ستة مصارعين للفوز في اللقب وهم جون سينا وايدج وكريس جركو وقائد فريق نكسيس ويد باريت وراندي أورتن إضافة إلى بطل WWE الحالى شايمس في المباراة أقصى شيمس المصارعين الخمسة ولم يتبقى غيره هو وراندي أورتن وفاز راندي بالغش بعد أن أفلت شيمس لكن الحكم قال أنه لم يفلت في مهرجان الجحيم في زنزانة لعب سينا ضد وايد باريت قائد مجموعة نكسس وكان الشرط إذا فاز جون سينا نكسس تعتزل وإذا فاز وايد باريت ينضم جون سينا إلى نكسس وفاز وايد باريت بتدخل رجلين هما هيسكي هاريس السمين ومايكل ماجيلاجاتي ضد جون سينا وتم جدوث ذلك بالغش ويبدو أن هؤلاء الرجلين هجموا على جون سينا بأمر من وايد باريت وأصبح سينا من مجموعة نكسس.وعندما ظهر سينا في عرض الرو الليلة التالية كان لا يزال يشعر بالزهول فهو لا يحب هذا الفريق الذي اذاه كثيرا فكيف يصبح الآن واحدا منهم؟ولكنه قال غير شعار نكسس قائلا انه يستطيع أن يكون معهم وضدهم في نفس الوقت بعدما اجبروه على قراءة نص يقر فيه على أنه أصبح عضو رسمي في نكسس ولكنها كانت المفاجأة عندما اخبر مدير العرض المجهول اخبر جون سينا انه يجب أن يتلقى اوامره من قائد الفريق والا سوف يفصل من الاتحاد.الأمر الذي جعل جون سينا لايصدق نفسه ولا بعرف ماذا عليه ان يفعل.ان الأيام القدمة تخفى الكثير عن مستقبل سينا المهنى إذا ما ظل تحت هذا الضغط فمن الممكن الا يجد امامه خيار سوى الاعتزال.الشئ الذي يخشى منه معجبيه في جميع أنحاء العالم.
- وفي عرض يوم 4 أكتوبر 2010 قام سينا بأول مباراة له مع نيكسيس وقدم فيها دور البودى جارد لويد باريت في مباراة 20 رجل في الحلبة وبعد أن أنقذ ويد باريت أكثر من مرة حتى النهاية وقام بالقاء شايمس من الحلبة ولم يبقى سوى سينا وويد باريت فطرده باريت من الحلبة وأمره بالخروج في موقف مخزى أمام الملايين ولم يستطيع أحد التكهن بما سيفعله سينا بعد الآن.
- خسر جون سينا في أخر مباراة له أمام ذا ميز بتدخل من طرف كل من هيسكي هاريس السمين ومايكل ماجيلاجاتي في مباراة تحديد قائد فريق راو في مباراة حقوق التباهي والتي سرعان ماأبانت المباراة أنها فاشلة لخروج ذا ميز ورفاقه من الحلبة.
- وشارك جون سينا ضد راندي أورتن في مباراة تحديد الحكم الرئيسي وفاز بها بالاستبعاد الذي فعله فيها ويد باريت. وفي عام 2013فاز سينا على ذاروك في راسلمينيا 29 على لقب دابلييو دابلييو أي وبعدها تحداه رايباك على اللقب وفي اكستريم رولز تواجها ولكن انتهت المباراة بتعادل وفي عرض الراو دخل بطل WWE جون سينا إلى الحلبة وطلب من رايباك الذي دخل يسارة الإسعاف اللحاق به ومواجهته في الحلبة وليس الحديث من بعد كالجبناء. وتناقش كلا النجمين حول بطولة WWE التي أكد رايباك أنه كان يستح الفوز بها 3 مرّات بالسابق لولا تدخل فريق الدرع، وانتقد جون سينا خصمه وقال أنه يختلق الأعذار في كل مرة ويتحدّث عن نظريات المؤامرة مؤكدا أن لقب WWE يحتاج لرجال حقيقيين كي يحملوه. انتقل الحديث بين جون سينا ورايباك حول مواجتهما القادمة في عرض باي باك 2013 ليؤكد كل طرف من جهته أنه سيخر فائزا من تلك المواجهة النارية. خلع جون سينا قميصه وهمّ بالهجوم على رايباك لكن المصارعين منعوه من ذلك وأعادوه إلى الحلبة مرتين، تسلل رايباك خلسة إلى الحلبة وحاول مباغته سينا الذي كان يقظا ورماه خارجها ليعود كلاهم للاشتباك في الحلبة مما استدعى تدخل المصارعين حول الحلبة لفض الاشتباك والحجز بينهما لينتهي العرض على ذلك المشهد.

جون سينا يودع جمهور المصارعة الحرة الترفيهية

- تبارى راندي أورتن ضد ويد باريت وكان الحكم المختار من قبل ويد باريت هو جون سينا على أساس أنه إن فاز ويد باريت فإن جون سينا سيصبح خارج النيكسس وإن فاز راندي أورتن فإن جون سينا سيطرد منWWE وفاز راندي أورتن وطرد جون سينا منWWEوكانت تلك خيبة كبيرة لجماهير جون سينا.ولكن بعد المباراة انتقم سينا من باريت وقام بتنفيذ (التهذيب AA\FU ومن ثمة STF ولم يترك باريت إلا بعد ما فقد وعيه بسبب حركة الإخضاع (STF).
- وفي حلقة الاثنين 22/10/2010 قام سينا بتوديع الجمهور ودخل غرفة تغير الملابس وودع الاعبين جميعا الذين وقفوا جميعا يصفقون لة حتى ان راندى أورتن تعانق معة قائلا ((أول مرة احبك ياسينا)) على الرغم من خسارة راندى أورتن لحزام البطولة أمام ميز بعد أن اشترى عقد البطولة وتدخل تهنيكسيس بضرب أورتن ولكن كان من الأفضل ان يتنازل لباريت عن الحزام في سبيل إنقاذ سينا.
- بعدها قرر النكسس إعادة جون سينا وطرده من الفريق وواجه جون سينا ويد باريت في تي ال سي في مباراة كراسي وتمكن من الفوز بعد أن نفذ التهذيب fu على الكراسي الفولاذية.

### 2012–2013
لعب جون سينا في مباراة ماني إن ذا بانك للمرة الأولى في حياته وحصل على الحقيبة، واستعملها في الحلقة ال1000 من راو، على سي ام بونك وفي المباراة تدخل بيغ شو وهاجم سينا مما جعله يفوز بالتجريد من الأهلية ولم يحصل على اللقب، وأعلنت مباراة في سمر سلام بين بونك وسينا وشو على اللقب وفاز بونك وجرت مباراة أخرى بينه وسينا في ليلة الأبطال لكنه لم يفز باللقب وأصيب، واستراح سينا لبضع أسابيع ثم قام بعملية جراحية، ثم عاد سينا وواجه البطل بونك ورايباك في سرفايفر سيريس واحتفظ بونك باللقب، بعد تدخل الدرع، ودخل سينا في عداوة مع دولف زيغلر وتواجها في TLC وفاز سينا، في بداية عام 2013 فاز سينا بمباراة رويال رومبل للمرة الثانية في حياته، وقرر مواجهة ذا روك (توين جونسون) في راسلمينيا وفاز باللقب، وانتهت عداوته مع ذا روك، وكان منافسه التالي هو رايباك وتواجه الاثنان في إكستريم رولز وانتهت المباراة بدون فائر، وفاز على رايباك في بايباك في مباراة سيارة إسعاف، وفاز في ماني إن ذا بانك على مارك هنري، وفي سمر سلام خسر لقبه أمام دانيال برايان، وبعدها صرح أنه عليه القيام بعملية لمرفقه.وبعدها في راو 7 من أكتوبر، أعلنت فيكي غيريرو أن سينا سيواجه ألبرتو دل ريو في هيل إن أسيل وفاز بللقب العالم للون الثقيل للمرة الثالثة، وحافظ على لقبه أمام داميان سانداو الذي استعمل حقيبة ماني إن ذا بانك، وفي سرفايفر سيريس، حافظ على لقبه أمام دل ريو، وبعدها في راو، أعلن تربل إتش أن سينا بطل العالم سيواجه راندي أورتن بطل WWE في TLC والفائز يأخذ اللقبين معا، وفاز أورتن وفشل سينا في استعادة لقبه مرة أخرى.

### 2014–2015
في رويال رمبل 2014 فاز أورتن على سينا بسبب تدخل براي وايت وعائلته، وبعدها تأهل إلى مباراة إليمينيشن شامبر مع دانيال برايان وشايمس بعد فوزهم على الدرع بالتجريد من الأهلية بعد تدخل عائلة وايت (لوك هاربر وإيريك رون وبراي وايت) الذين ساعدوا راندي في الحفاظ على لقبه أمام سينا الذي هوجم من طرفهم، لعب سينا ضد وايت في راسلمينيا 30 وفاز عليه، وتواجها مرة ثانية بإكستريم رولز وفاز وايت، وخسر سينا مع ذا أوسو ضد عائلة وايت في 9 ماي بسماكداون، وفاز سينا ورفاقه هذه المرة في راو 12 ماي وفاز سينا أمام وايت في بايباك في مباراة آخر رجل واقف (Last Man Standing), وفي ماني إن ذا بانك فاز سينا ببطولة WWE والعالم أمام كل من سيزارو وراندي أورتن ورومان رينز وكين وألبرتو دل ريو وشايمس وبراي وايت في مباراة سلم، ودافع عن لقبه في باتل جراوند وخسره في سمر سلام أمام بروك ليسنر ولم يحصل علي اللقب في نايت أوف شامبيون بعد تدخل سيث رولينز وفاز فريقه في سرفايفر سيريس على فريق السلطة، في رويال رامبل 2015 فشل سينا بالفوز في اللقب أمام ليسنر ورولينز، بعد رويال رامبل، دخل سينا في عداوة مع بطل الولايات المتحدة روسيف في بداية العداوة، اعتبر سينا «مصارعا قديما» وخسر أمام روسيف في فاست لين 2015, وأراد سينا مباراة عودة في راسلمينيا 31 إلا أن ستيفاني مكمان قالت بأن سينا لن يحصل على المباراة إلا إذا وافق روسيف، فهاجم سينا روسيف وقام بحركته STF عليه حتى وافقت لانا وفاز سينا بالمباراة محققا القب للمرة الرابعة وسجل الخسارة الأولى لروسيف بالتثبيت، وفي إكستريم رولز فاز سينا بمباراة السلسلة الروسية، وفي بايباك بمباراة «أنا أستسلم», وفي الليلة التالية من راو أعلن سينا بأنه سيقوم بتحدي مفتوح على البطولة كل أسبوع في راو وواجه بنجاح كلا من دين أمبروز، ستاردست، باد نيوز باريت، كين، سامي زين، نيفيل، زاك رايدر، سيزارو، وفي الأسبوع التالي دخل بطل إن إكس تي كيفين أوينز وهاجم سينا وتواجه المصارعان في إليمينيشن شامبر في مباراة ليست على اللقب وفاز بها أوينز محققا مفاجأة كبيرة، وفاز سينا في المباراة الثانية بماني إن ذا بانك وبالمباراة الأخيرة في باتل جراوند، وبعدها دخل في عداوة مع بطل العالم سيث رولينز وتواجه سينا ورولينز بمباراة على بطولة الولايات المتحدة وفاز سينا رغم أنفه المكسور، وبعدها تواجها في مباراة «الفائز يأخذ كل شيء» بسمر سلام وخسر سينا بعد تدخل الضيف جون ستيوارت، وفاز سينا بمباراة العودة في نايت أوف شامبيون واستعاد بطولة الولايات المتحدة للمرة الخامسة محققا رقما قياسيا في عدد المرات التي يفوز بها، وفي هيل إن أسيل بقبول ألبرتو دل ريو بقول تحديه المفتوح وخسر لقبه مما أعلن العودة القوية لدل ريو، ثم أعلن سينا أنه سيحصل على إجازة حتى ديسمبر عاد جون سينا في شهر ديسمبر وواجه البيرتو وفاز بالاقصاء مما جعل البيرتو يحتفظ باللقب ثم اصيب سينا وسيغيب إلى مهرجان الراسلمينيا 32.

## عودتة في راسلمينيا 32
عاد سينا في راسلمينيا32 وساعد ذا روك للتغلب على عائلة وايت بعدما فاز روك على اريك رون في راسلمينيا في 6 ثوان فقط وتغلب سينا وروك على عائلة الوايت وانتهى المشهد بعناق بين ذا روك وسينا وقال روك إلى سينا اهلا بعودتك.

## عداوته مع أي جاي ستايلز
كان في البداية جون سينا واي جاي ستايلز فريق ولكن ظهر فريق ذا كلوب للمرة الاولي في دبليو دبليو أي وهاجما جون سينا واتحدوا مع ستايلز.

### ماني إن ذا بانك 2016
تمكن أي جاي ستايلز من حسم المواجهة لمصلحته بمساعدة من كارل أندرسون ولوك غالوز اللذان دخلا إلى الحلبة أثناء سقوط الحكم خارجها بعد ضربة غير مقصودة بأقدام ستايلز، نفذ كلاهما ضربة قاضية لجون سينا ووضعا ستايلز فوقه ولاذا بالفرار قبل عودة الحكم لأن وجودهما مخالف لقوانين النزال

### باتل جراوند 2016
انطلق النزال بصورة بطيئة بسبب مناكفة بين أي جي ستايلز والجماهير حين واجه إنزو أموري وتفوّق عليه بداية المواجهة، وأظهر بيج كاس قوّته الهائلة عندما دخل أمام ستايلز الذي انسحب وأدخل كارل أندرسون بدلا منه، وتألق أموري وكاس بعد ذلك من خلال بعض الحركات المشتركة التي قدّمها كلاهما أمام الجماهير.
بدأ أموري محاولات التثبيت على كارل أندرسون الذي تمكن من الإفلات وإدخال شريكه العنيف لوك غالوز الذي فرض سيطرته على إنزو الذي ركّز فريق ذا كلوب على إبقائه في الحلبة والضغط عليه قدر المستطاع، نجح إنزو المنهك بإدخال شريكه جون سينا الذي انطلق مسرعا للهجوم على أي جي ستايلز بحركاته المعتادة، وكان قريبا من تنفيذ حركته القاضية لولا تألق غريمه ستايلز.
ارتكب كلا الفريقين بعض الأخطاء عندما قفز إنزو أموري على شريكه جون سينا وأي جي ستايلز على لوك غالوز من أعلى الحبال، وانتقال القتال بين الفريقين إلى جانب الحلبة التي كان في ستايلز وحيدا وكاد أن يحسم النزال من خلال العد على جميع مصارعي الفريق الخصم خارجها، لكن سينا عاد في اللحظات الأخيرة وحصل على ضربة قاضية كادت أن تنهي المواجهة لولا تدخل بيغ كاس في اللحظات الأخيرة. نجح كارل أندرسون ولوك غالوز بالسيطرة على الحلبة بعد ذلك، ووقف كلاهما أمام إنزو أموري الذي تخلّص من الأول لكنه لم يفلت من قبضة الثاني، عاد جون سينا إلى الحلبة بعد ذلك ونجح بحسم المواجهة بضربة “تقويم السلوك” من أعلى زاوية الحلبة على أي جي ستايلز وقام بتثبيته بعدها، واحتفل مع شركائه إنزو أموري وبيج كاس بالفوز بالمواجهة القوية
بعدها سينا تحدي ستايلز مرة أخرى وقال في حالة خسارته سيقول علي نفسه فاشل وقبل ستايلز التحدي.

### سمر سلام 2016
نزال مارثوني بين أي جاي ستايلز وجون سينا شهده عشاق WWE حول العالم في نزال كان الكثير ممن حضروه منقسمين كثيرًا، انتهى بانتصار مستحق لأي جاي ستايلز على النجم الكبير جون سينا.
النهاية جائت عندما استطاع أي جاي ستايلز الوقوف على قدميه بعد حركة AA من فوق الحبال قام بها جون سينا قبل أن يرد عليه أي جاي بأن يقوم بحركته القاضية ستايلز كلاش ليتبعها بحركة طائرة رهيبة من فوق الحبال ليثبت جون سينا الذي لم يقدر على المقاومة.

## العودة والمنافسة على لقب الاتحاد
عاد سينا بعد ان أعلن قبل العودة باسبوع عن عودته ولكن لم يكن من المتوقع ان يعود من اجل ستايلز فا بعد انتهاء مباراة بين ستايلز ودولف زيجلر وبارون كوربن علي لقب الاتحاد وبالطبع المباراة انتهت لصالح ستايلز دخل سينا وصافح ستايلز وبعدها تم الإعلان عن مباراة بين ستايلز وسينا علي لقب الاتحاد فيمبل رويال رامبل 2017

### رويال رامبل 2017
النزال بدأ بتبادل للكمات والركلات واستعراض للقوة بين الاثنين ميزان السيطرة ظل في المنتصف لفترة طويلة خاصة وأنه قبل ان يبدأ جون سينا فرض قوته العضلية على أي جاي ستايلز في الفترات الأولى من اللقاء ولكن هذا تحول لمصلحة أي جاي ستايلز الذي وجد حلا لكل ما يفعله جون سينا أمامه.
 كلاهما حاولا وضع الآخر في حركة استسلام الا أن النهاية جاءت عندما قام جون سينا بحركتي AA متتاليتين من أجل الإجهاز على أي جاي ستايلز وليحقق رقما قياسيا في عدد مرات احراز اللقب (16 مرة) ويعادل رقم الاسطورة ريك فلير.

### دفاعه عن اللقب في المنيشن تشامبر
تم الإعلان بشكل سريع جدا عن منافسين جون سينا في المنيشن تشامبر وهم أي جي ستايلز ودين أمبروز وبراي وايت وذا ميز وبارون كوربن. بدأ النزال بين جون سينا واي جي ستايلز وتم احتجاز الأربعة نجوم المتبقيين داخل الغرف الأربعة في أركان الحلبة على أن يتم اشتراك واحد منه كل دقيقتين من بداية النزال، وقاعدة هذا النزال هو من يتم تثبيت أكتافه أو في حالة استسلامه يتم إقصائه من النزال والأخير الذي يصمد في النزال يفوز ببطولة WWE.
الإثارة كانت في أعلى مستوياتها خاصة مع بداية النزال بين جون سينا و ستايلز بعد النزال الأخير بينهما في رويال رامبل والذي خطف فيه جون سينا بطولة WWE من ستايلز بعد نزال يحبس الانفاس.
وبدأت الاشتباكات بين الاثنين وكان جون سينا متفوق للغاية وكاد أن يقوم بإقصاء أي جي ستايلز ولكن جاء الدور على انضمام شخص جديد إلى النزال وكان الدور على دين أمبروز وعندما دخل إلى الحلبة بدأ الثلاثة في الاشتباك ولكن دين أمبروز كان يملك الأفضلية حيث أنه كان في بداية النزال أمام ستايلز وسينا فكان قد أصابهما الإجهاد، وبدأ دين أمبروز في إخراج جنونه من خلال التسلق أعلى القفص والانقضاض بضربات قوية على جون سينا ومن ثم ستايلز.
واستمر الثلاثة في توجيه الضربات بشكل متبادل حتى حان موعد اشتراك شخص أخر ووقع الاختيار على المرعب براي وايت الذي دخل إلى الحلبة في قمة الحماس وقام بتوجيه ضربات مرعبة إلى سينا وستايلز ودين أمبروز، وسريعا فرض براي وايت سيطرته على النزال، ولكن ستايلز استطاع إيقاف سيطرة براي وايت من أجل أن يلتقط الجميع أنفاسه، ولكن بتصرف غريب بدأ كل من ستايلز وجون سينا في تسلق القفص الحديدي ليقوما بتبادل الضربات ولكن جون سينا سقط من أعلى القفص بشكل موجع ليجد ستايلز أمبروز في انتظاره.
ووسط ضربات مرعبة بين الرباعي انضم مشترك جديد إلى النزال ووقع الاختيار على بارون كوربن الذي دخل أيضا بحماس كبير ولكن دين أمبروز وبراي وايت حاولا إيقافه دون فائدة. وسيطر بارون كروبن بشكل كامل على النزال ودمر الجميع وجاءت اللحظة المنتظرة عندما اشترك ذا ميز في النزال وكان في انتظاره بارون كوربن ولكن تلك اللحظة استغلها بشكل رائع دين أمبروز وقام بإقصاء بارون كوربن بعد تثبيت أكتافه. وقبل أن يخرج بارون كوربن من القفص قام بتدمير دين أمبروز تماما ونهائيا.
استغل ذا ميز ما فعله بارون كوربن بدين أمبروز وقام بتثبيت أكتاف أمبروز الذي كان منتهي تماما ليقوم بإقصائه في لحظات مشاركته في النزال. وبدأ ذا ميز بعد ذلك في استعراض قوته على جون سينا وبراي وايت وستايلز الذين كانوا في قمة الانهيار.
ولكن جون سينا الرائع استطاع أن يوقف ذا ميز بأن يقوم بتوجيه ضربته القاضية إلى ذا ميز ويقوم بتثبيت أكتافه ليقصيه من النزال ويتبقى جون سينا و ستايلز وبراي وايت واتفق الأخيران على الاتحاد ضد جون سينا ولكن هذا الاتفاق لم يدوم كثيرا حيث قام براي وايت بتدمير الجميع ولكن جون سينا عاد من جديد ليدمر الاثنين بضرباته المتتالية والقوية.
وحدثت المفاجأة عندما استطاع براي وايت أن يقوم بإقصاء جون سينا ليخسر بطولته ويتبقى كل من براي و ستايلز داخل الحلبة في انتظار فائز جديد ببطولة WWE، والمفاجأة الأكبر حدثت عندما استطاع براي وايت أن يقوم بتثبيت أكتاف أي جي ستايلز ليفوز في نزال اليمنيشن تشامبر ويفوز ببطولة WWE ليواجه راندي أورتن على تلك البطولة في عرض ريسلمانيا.

## عداوته مع ذاميز وماريس
بدأت العداوة عندما أقصى جون سينا ذاميز من مباراة الباتل رويال لتحديد المنافس الأول علي لقب الاتحاد في راسلمانيا ولكن ميز دخل من جديد دون ان يلاحظ الحكام خروج ميز من الأساس وأخرج سينا وأيضا عندما قامت ماريس بالتدخل في مباراة بين نيكي بيلا وناتاليا لصالح ناتاليا وتتسبب في خسارة نيكي وبعدها تم الإعلان أن جون سينا ضيف برنامج ميز تي في ووقتها جون سينا أحرج ميز أكثر من مرة وقدم برومو أسطوري لدرجة انه قال اشياء تكسر نظام PG ويتدخل في علاقة ميز و ماريس الجنسية وبعدها تم الإعلان عن مباراة بين جون سينا ونيكي بيلا ضد ميز وماريس في راسلمانيا 33.

### ريسلمانيا 33
في نزال حمل الكثير من المشاعر والمشاكل حيث استطاع جون سينا ونيكي بيلا الفوز بنزالهما ضد ماريس وذا ميز بريسلمانيا 33 ولكن ما جاء بعدها كان هو الأهم.
جون سينا تحدث إلى نيكي بيلا بعد الفوز معربا لها عن حبه لها وعن رغبته في الزواج منها وهو الأمر الذي قابله الجمهور بتصفيق حاد وحماس كبير ازداد بعد موافقة نيكي بيلا على هذا العرض ليهلل الجميع فرحا بما حدث في إثبات بأن جون سينا يحب نيكي بيلا فعلا ويرغب في أن يعيش حياته معها بخلاف سلسلة الإهانات التي قام بها ذا ميز وماريس عبر الاسابيع الماضية.

## حياته الشخصية
- جون سينا أعسر (أي معتاد على استخدام يده اليسرى لممارسة حياته اليومية من كتابة وتناول الطعام وغيرها)
- مسلسله الأنمي الياباني المفضل هو سيف النار (Fist of the North Star).
- هومعجب بسلسلة ألعاب الفيديو Command & Conquer.
- هو معجب بكل من فريق كرة المضرب بوسطون ريد سوكس، وفريق الأخر تامبا باي رايس، وفريق كرة القدم الأمريكية نيو إنغلاند باتريوت، وفريق كرة السلة المحترفة بوسطن سيلتكس.
- يجمع سينا السيارات ولديه أكثر من 20 سيارة وبعضها متطابقة.
- خلال تمثيل الفلم "12 Rounds" أعلن سينا عن خطوبته وأنه سيتزوج لاحقًا في السنة، تم زواج جون سينا في ولايته بوسطن يوم السبت 11 يوليو 2009.
- ديانته المسيحية.

## الأفلام التي قام بالتمثيل بها
| السنة | اسم الفيلم                                  | الدور                         | ملاحظات           |                  |
| ----- | ------------------------------------------- | ----------------------------- | ----------------- | ---------------- |
| 2000  | Ready to Rumble                             | Gym Patron                    | Uncredited        |                  |
| 2006  | البحرية                                     | John Triton                   |                   |                  |
| 2009  | 12 جولة                                     | Danny Fisher                  |                   |                  |
| 2010  | Legendary                                   | Mike Chetley                  | فيلم فيديو        |                  |
| 2010  | فريد: الفيلم                                | Mr. Figglehorn                |                   |                  |
| 2011  | فريد 2: ليلة فريد الحي                      | Mr. Figglehorn                | فيلم فيديو        |                  |
| 2011  | لم الشمل                                    | Sam Cleary                    | فيلم فيديو        |                  |
| 2012  | فريد 3: مخيم فريد                           | Mr. Figglehorn                | فيلم فيديو        |                  |
| 2013  | صداع الكحول الجزء الثالث                    | Himself                       | Cameo; uncredited |                  |
| 2014  | سكوبي دو! لغز الراسلمينيا                   | Himself                       | فيلم فيديو        |                  |
| 2014  | دبليو دبليو إي سلام سيتي                    | نفسه                          | فيلم فيديو        | الشخصية الرئيسية |
| 2015  | The Flintstones & WWE: Stone Age SmackDown! | John Cenastone (صوت)          |                   |                  |
| 2015  | كارثة                                       | Steven                        |                   |                  |
| 2015  | الأخوات                                     | Pazuzu                        |                   |                  |
| 2015  | منزل أبي                                    | Roger                         | Cameo             |                  |
| 2016  | Surf's Up 2: WaveMania                      | J.C. (voice)                  | فيلم فيديو        |                  |
| 2017  | الجدار                                      | Staff Sergeant Shane Matthews |                   |                  |
| 2017  | منزل أبي 2                                  | Roger                         |                   |                  |
| 2017  | فيرديناند                                   | Ferdinand the Bull (voice)    |                   |                  |
| 2018  | محاصرون                                     | Mitchell                      |                   |                  |
| 2018  | بامبلبي                                     | Burns                         |                   |                  |
| 2019  | رحلة سفر الدكتور دوليتل (فيلم)              | Yoshi (voice)                 | تحت الإنتاج       |                  |
| 2019  | Playing with Fire                           | جيك كارسون                    |                   |                  |
| 2021  | Fast & Furious 9                            | جاكوب                         |                   |                  |
| 2024  | ريكي ستانيكي                                | ريكي ستانيكي                  |                   |                  |

## البطولات والإنجازات
- في Ohio Valley Wrestling

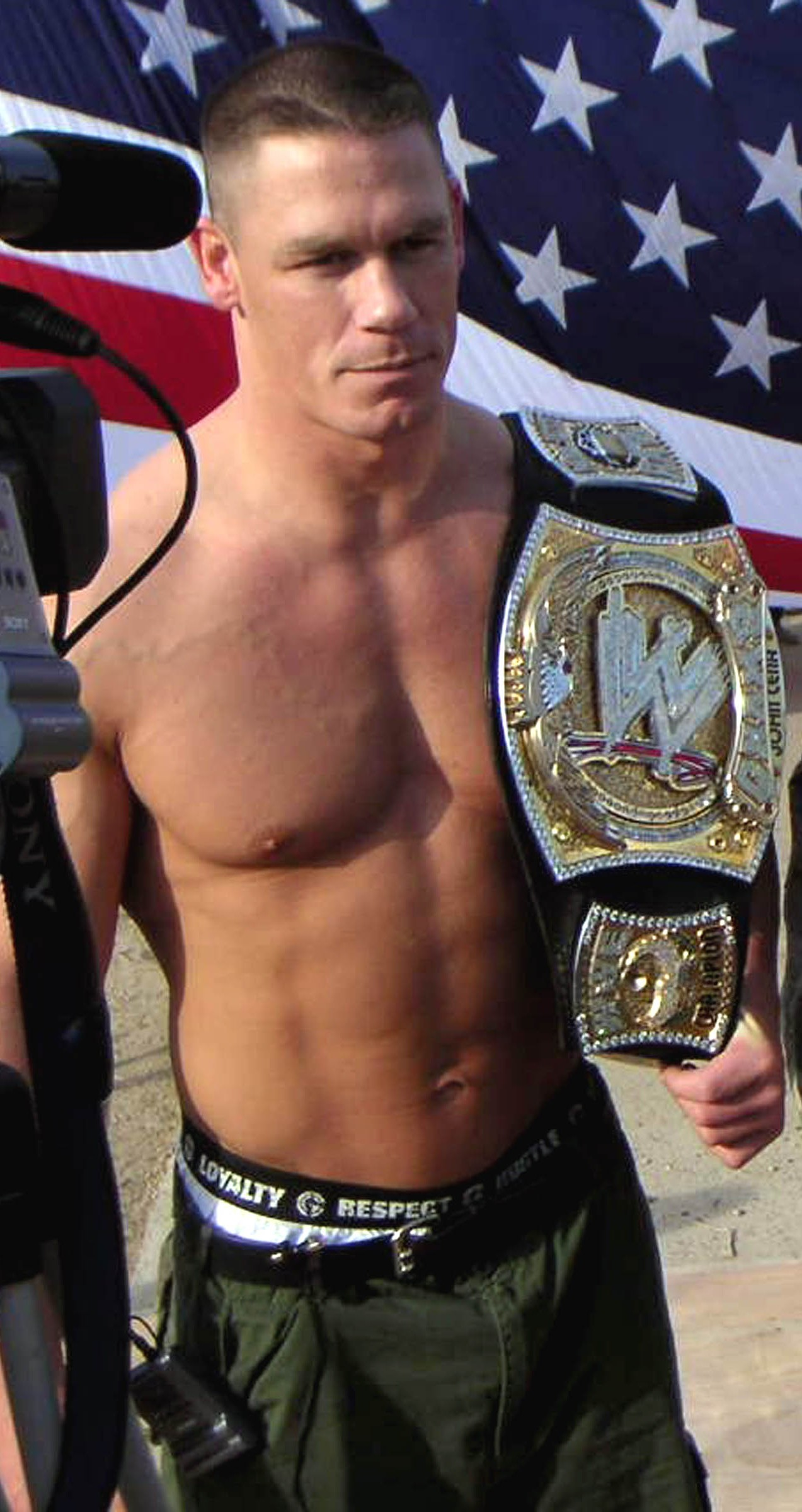
سينا بطل WWE

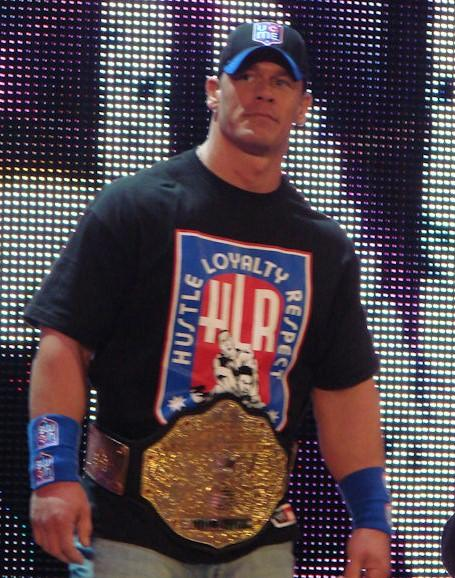
سينا بطل العالم للوزن الثقيل

  - بطل الفرق (مرتان) مع Rico Constantine
- في Pro Wrestling Illustrated
  - أفضل عداء للسنة (2006) ضد ايدج
  - أفضل مباراة للسنة (2007) ضد شون مايكلز في راو 23 أبريل
  - أكثر المصارعين شعبية (2004,2005,2007)
  - أفضل مصارع للسنة (2007-2010-2009)
  - صنف رقم 1 بين 500 مصارع
- في 'Ultimate Pro Wrestling
  - بطل WWE (11 مرات)
- في World Wrestling Entertainment
  - بطل العالم للوزن الثقيل 3 مرات
  - بطل العالم للفرق مرتين مع بتيستا (1) مع شون مايكلز (1)
  - بطل دبليو دبليو أي للفرق مرتين مع ذا ميز (1) ومع ديفيد اوتنغا (1)
  - بطل WWE Championship (16 مرة)
  - بطل الولايات المتحدة (5 مرات)
  - مستر ماني إن ذا بانك (2012)
  - فاز بمباراة الرويال رمبل (2008)و (2013)
- في جوائز المصارعة
  - أفضل مصارع للسنة (2007) (2009) (2010) (2012)
  - أفضل سحب من مكتب (2007)
  - أفضل مقابلة (2007)
  - أفضل شخصية (2003)

## وصلات خارجية
- جون سينا على موقع دبليو دبليو إي (الإنجليزية)
- جون سينا على موقع WrestlingData.com (الإنجليزية)
- جون سينا على موقع CageMatch worker (الإنجليزية)
- جون سينا على موقع قاعدة بيانات المصارعة على الإنترنت (الإنجليزية)
- جون سينا على موقع عالم المصارعة على الإنترنت (الإنجليزية)

جون سينا على موقع IMDb (الإنجليزية)
- جون سينا على موقع ميتاكريتيك (الإنجليزية)
- جون سينا على موقع الموسوعة البريطانية (الإنجليزية)
- جون سينا على موقع روتن توميتوز (الإنجليزية)
- جون سينا على موقع قاعدة بيانات الأفلام العربية
- جون سينا على موقع ألو سيني (الفرنسية)
- جون سينا على موقع ميوزك برينز (الإنجليزية)
- جون سينا على موقع أول موفي (الإنجليزية)
- جون سينا على موقع بوكس أوفيس موجو (الإنجليزية)
- جون سينا على موقع قاعدة بيانات الأفلام السويدية (السويدية)
- ـ جون سينا في موقع WWE
- ـ خمسة أسئلة لجون سينا
- ـ سينا في موقع التعريف بالمصارعين